# 여선장
"여선장"은 1969년 공개된 대한민국의 영화이다.

## 배역
- 윤정희
- 장동휘
- 김지미
- 이예춘
- 서영춘
- 이철
- 김웅
- 최창호
- 전숙
- 김소은
- 최삼